# یک اشتباه (فیلم ۱۹۸۱)
یک اشتباه (به هندی: Ek Hi Bhool) یا تنها اشتباه فیلمی محصول سال ۱۹۸۱ و به کارگردانی تاتیننی راما رائو است. در این فیلم بازیگرانی همچون جیتندرا، ریکا، شبانه اعظمی، آسرانی و آقا ایفای نقش کرده‌اند.